# 尖山水库
尖山水库是中国河南省信阳市境内的一座水库，位于柳河上，建于1974年。水库正常库容为595万立方米，集雨面积为23平方千米，海拔为153.5米。